# Ute Wetzig
Ute Wetzig Schwager (Halle an der Saale, 11 aprile 1971) è una tuffatrice tedesca orientale.

## Palmarès
- Europei di nuoto

Bonn 1989: oro nella piattaforma 10 m.
Atene 1991: bronzo nella piattaforma 10 m.
Sheffield 1993: argento nella piattaforma 10 m.
Vienna 1995: oro nella piattaforma 10 m.
Siviglia 1997: oro nella piattaforma 10 m. sincro
Istanbul 1999: argento nella piattaforma 10 m. sincro
Helsinki 2000: oro nella piattaforma 10 m sincro; argento nella piattaforma 10 m. sincro